# Сариновка
Сариновка — село в Кашарском районе Ростовской области.
Входит в состав Фомино-Свечниковского сельского поселения.

## География
Расположено вдоль небольшой реки с названием Большая, которая протекает по селу.

### Улицы
- ул. Горная,
- ул. Набережная,
- ул. Песчаная,
- ул. Садовая,
- ул. Школьная.

## История
Еще до Октябрьской революции 1917 года на территории села жил пан по фамилии Саринов, или в просторечии пан Саран. Оттуда пошло название села Сариновка.
Так, село Екатериновка до революции принадлежало пану Чернозубу, село Сариновка — пану Сарану, хутор Жученский — пану Жученкову. Имение пана Сарана находилось на месте нынешней бригады № 3. Пан Саран продал своё село Жученкову перед революцией. Во владении панов находилось 12 тысяч десятин. А свыше 1400 крестьянских хозяйств имели лишь менее 2 тысяч неплодородных земель.
После революции, уже в начале 1918 года в селе был создан революционный комитет в составе которого были односельчане. Председателем ревкома являлся Илья Никитович Ключенко, а членами комитета — П. И. Косогоров, И. Р. Савченко, Г. И. Шаталов, Е. И. Лысенко, Е. И. Кот, А. Л. Алексеев. На основании декрета о земле ревком конфисковал помещичьи земли, участки и имущество и раздал их беднейшим крестьянам. Но в мае 1918 года белогвардейский карательный отряд под командованием местного помещика генерала Грекова жестоко расправился с членами ревкома. На глазах у жителей села ревкомовцев расстреляли, а многих крестьян подвергли избиениям. Жители села увековечили память погибших — в 1947 году в центре села был воздвигнут обелиск с мемориальной доской, а вокруг него заложен парк имени 30-летия Великого Октября.
В 1928 году крестьянства стали объединяться в товарищества по совместной обработке земли (ТОЗ). На территории Сариново-Большинского сельского совета тогда было создано три ТОЗа, которыми руководили И. Н. Алексеев, Н. И. Ключенко, И. Р. Мартыщенко. А первым трактористом этого товарищества стал Петр Иванович Кучмин.
В 1930 году крестьяне Сариновки и прилегающих хуторов объединились в колхозы. Первые из них были «Сталинская Искра», «Знамя колхозника». А примерно в конце 1950-х хозяйство села стало называться колхоз «Победа».
Во время Великой Отечественной войны почти каждая семья проводила на фронт отца, мужа, сына или брата — не всем им довелось вернуться. На маленьком обелиске добавились фамилии солдат, защищавших село от фашистов: Семенов Д. Н., Кибин В. В., Сташук Ф. Н.
После войны, в 1966 году, было построено 14 культурно-бытовых объектов, из них — школа, медпункт, детсад; позже — Дом культуры. Протянулась по улице асфальтированная дорога.

## Население
| 2010 |
| ---- |
| 313  |